# Boyce (Texas)
Boyce ist ein Dorf und eine Unorganized Community im Ellis County im Bundesstaat Texas in den Vereinigten Staaten. Postalisch gehört Boyce zur Stadt Waxahachie.

## Lage
Boyce liegt rund zehn Kilometer östlich von Waxahachie an der Farm-to-Market-Road 879. Umliegende Städte und Dörfer sind Palmer im Nordosten, Garrett im Osten, Reagor Springs im Süden, Waxahachie im Westen und Ike im Nordwesten.

## Geschichte
Die Siedlung Boyce wurde 1872 gegründet und nach ihrem Gründer William A. Boyce benannt, der in dem Jahr mit seiner Familie aus Alabama über Arkansas in die Region kam und hier Land kaufte. 1878 wurde die Strecke der Southern Pacific Railroad durch den Ort gebaut. Kurz darauf entstanden in Boyce ein Bahnhof, eine Kirche, eine Schule und ein Postamt. Der Bahnhof erhielt abweichend vom Ortsnamen die Bezeichnung Jeffries. Innerhalb der folgenden fünfzehn Jahre entstanden in Boyce drei Kirchen. Als Betriebe waren 1892 eine Bank, eine Egreniermaschine, eine Schmiede und ein Kaufmannsladen verzeichnet.
1925 erreichte die Einwohnerzahl von Boyce mit 250 ihren Höchststand, seitdem ist die Bevölkerung des Ortes rückläufig. In den 1930er-Jahren wurde das Postamt geschlossen. 1945 hatte Boyce noch 150 Einwohner, bis 1964 ging die Einwohnerzahl weiter auf etwa 80 zurück. Ende der 1960er-Jahre wurde die Schule in Boyce geschlossen. Letztmals wurde die Einwohnerzahl des Ortes im Jahr 1990 erhoben, damals hatte Boyce 75 Einwohner.